# Armand Rousseau
Armand Rousseau (1835 - 1896), là một chính trị gia của Đảng Cộng hòa, Toàn quyền Đông Dương cho đến khi qua đời.
Rousseau sinh vào ngày 24/8/1835 tại Tréflez. Ông bắt đầu sự nghiệp của mình tại trường La Chapelle-Saint-Mesmin do giám mục Pháp Félix Dupanloup mở, rồi trở thành sinh viên của trường cao đẳng Kỹ thuật (École Polytechnique, 1854) và trường cao đẳng Cầu đường Pháp. Năm 1867, ông làm kỹ sư ở cảng Brest; rồi làm tới đốc công kỹ thuật (1870), Giám đốc cầu đường và điều hướng giao thông. 1876-1881 làm ở Sở Công thương và được lên làm Ủy viên của Cơ quan kiểm soát Cầu - Đường vào năm 1889.
Cùng với sự nghiệp dang lừng lẫy ở ngoài đời, Rousseau bước chân vào chính trị. Năm 1871, ông làm Ủy viên Hội đồng chung của cảng Brest (1871-1895), Thứ trưởng Công nghiệp (30/1 - 7/8/1882; dưới thời Thủ tướng C. de Freycinet), Chủ tịch Quốc hội (1883 - 1894), Thứ trưởng Bộ Hải quân và Thuộc Địa (28/4 - 9/11/1885, dưới thời chính phủ Henri Brisson), Ủy viên Hội đồng Nhà nước (1885- 1896), Thượng nghị sĩ Đảng Cộng hòa (1895 - 1896), Toàn quyền Đông Dương (12/1894 - 12/1896). Ông mất ở Hà Nội khi còn đương nhiệm Toàn quyền Đông Dương (10/12/1896).